# Okey Patteson
Okey Leonidas Patteson, född 14 september 1898 i Mingo County i West Virginia, död 3 juli 1989 i Beckley i West Virginia, var en amerikansk demokratisk politiker. Han var West Virginias guvernör 1949–1953.
Patteson studerade vid West Virginia Wesleyan College och Carnegie Institute of Technology. Han var sheriff i Fayette County 1941–1944. Han efterträdde 1949 Clarence W. Meadows som West Virginias guvernör och efterträddes 1953 av William C. Marland.